# Dermochelyidae
Famille
Synonymes
- Sphargidae Gray, 1825
- Athecae Cope, 1871

Les Dermochelyidae sont une famille de tortues.
Les Dermochelyidae et les Protostegidae sont parfois regroupés dans la super famille des Dermochelyoidea, et dans les Chelonioidea.

## Répartition
La tortue luth, seule espèce actuelle de cette famille, est en danger  d'extinction du fait de l'action de l'homme.

## Description
Les Dermochelyidae se caractérisent par l'absence sur leur carapace de corne et d'écaille, et dont les os forment des ondulations très reconnaissables.
Les os du plastron forment de larges fontanelles, pour cette raison, la carapace en est très allégée. Un cuir épais remplace la carapace.

## Liste des genres
Selon TFTSG (27 mai 2011) :
- genre Dermochelys Blainville, 1816

et les genres fossiles :
- genre †Cardiochelys
- genre †Corsochelys Zangerl, 1960
- genre †Cosmochelys Andrews, 1919
- genre †Egyptemys Wood, Johnson-Gove, Gaffney & Maley, 1996
- genre †Eosphargis Lydekker, 1889
- genre †Mesodermochelys Hirayama & Chitoku, 1996
- genre †Miochelys
- genre †Protosphargis Capellini, 1884
- genre †Psephophorus Meyer, 1847

## Position phylogénétique
La classification présentée ici est celle de Ren Hirayama (1997, 1997), Lapparent de Broin (2000), et Parham (2005).
```
--o 
Chelonioidea
 Oppel, 1811
  |-- †
Toxochelyidae
 Baur, 1895
  |-- 
Cheloniidae
 Oppel, 1811 les tortues marines
  `--o Dermochelyoidea
     |-- 
Thalassemyidae
 
     |--o 
Dermochelyidae
  
     |  |--o ...†
Cardiochelys

     |  |--o ...†
Protosphargis

     |  |--o ...†
Eosphargis

     |  |--o ...†
Psephophorus

     |  |--o ...†
Mesodermochelys

     |  `--o ...
Dermochelys

     `--o †
Protostegidae
 Cope, 1872
        |--o ...† 
Santanachelys

        |--o ...† 
Notochelone

        |--o ...† 
Dermatochelys

        |--o ...† 
Chelosphargis

        |--o ...† 
Protostega
 
        `--o ...† 
Archelon
```

La taxonomie précise de ces espèces a beaucoup évolué depuis les années 1970. Il a été montré que les Dermochelys étaient proches des autres tortues marines et placées dans la même super-famille. Les espèces qui partagent les mêmes caractères morphologiques ont donc été regroupées par synapomorphie parmi les Dermochelyidae.

## Publication originale
- Fitzinger, 1843 : Systema Reptilium, fasciculus primus, Amblyglossae. Braumüller et Seidel, Wien, p. 1-106 (texte intégral).